# Преньяс
Преньяс (алб. Prrenjas) — місто та муніципалітет в Албанії, у області Ельбасан. Муніципалітет був утворений під час реформи місцевого самоврядування 2015 року шляхом злиття колишніх муніципалітетів Преньяс, Кукес, Ррайце та Стравай, які стали муніципальними одиницями. Населення муніципалітету - 24 906 (2011).

## Історія
Історія створення міста Преньяса сягає давнини. У період османських албанських воєн місцевість, де височіє місто, називалася Торвіоллі. Місцевий герой, Ґєрдж Кастріоті Скандербег, перед тим, як вирушити на битву (битва відома в історії як Битва при Торвіолі), сказав своїм бійцям, що битву треба виграти. Тут написана значна історія.
Назва міста Прреньяс тісно пов'язана з тією самою битвою, яку виграла армія Скандербега. Загинуло багато турецьких і албанських солдатів. 
Преньяс також відомий тим, що він пов’язаний з дорогою Віа Егнатія, яка простяглася від Стамбула аж до Дурреса. Жителі Преньяса також брали участь у Декларації незалежності Албанії 28 листопада 1912 року.

## Визначні місця
- Віа Егнатія
- Дошка Скандеберга
- Поле Домосдова (місце битви при Торвіолі)
- Національний парк Шебенік-Ябланіца